# Medveđa (Trstenik)
Pour les articles homonymes, voir Medveđa (homonymie).
Medveđa (en serbe cyrillique : Медвеђа) est une localité de Serbie située dans la municipalité de Trstenik, district de Rasina. En 2002, elle comptait 2 282 habitants.
Medveđa est officiellement classée parmi les villages de Serbie.

## Démographie

### Évolution historique de la population
| 1948  | 1953  | 1961  | 1971  | 1981  | 1991  | 2002  | 2011  |
| ----- | ----- | ----- | ----- | ----- | ----- | ----- | ----- |
| 3 347 | 3 437 | 3 483 | 3 404 | 3 323 | 3 021 | 2 694 | 2 282 |

|  |